# Brikama
Brikama je po městě Serekunda druhé nejlidnatější město v Gambii. V roce 2021 zde žilo 77 700 obyvatel. V místním slangu je někdy označováno jako Satey Ba, což v překladu znamená "velké město". Typické je pro řezbářství a svůj hudební průmysl. Ve městě sídlí vysoká škola The Gambia College a fotbalový klub Brikama United FC. 